# Гончарове (Старобільський район)
Гонча́рове — село в Україні, у  Біловодській селищній громаді Старобільського району Луганської області. Населення становить 4 осіб.

## Населення
За даними перепису 2001 року населення села становило 4 особи, з них 75% зазначили рідною мову українську, а 25% — російську.